# Gustav Stresemann
Gustav Stresemann (ur. 10 maja 1878 w Berlinie, zm. 3 października 1929 tamże) – polityk niemiecki, kanclerz i minister spraw zagranicznych Republiki Weimarskiej, laureat Pokojowej Nagrody Nobla.

## Życiorys
Syn niemieckiego restauratora. W 1901 działacz Niemieckiego Cechu Wyrobów Czekoladowych (Verband deutscher Schokoladenfabrikanten). Reprezentował poglądy monarchistyczne i nacjonalistyczne. Ożenił się w 1903 z bogatą Żydówką Käthe Kleefeld, pochodzącą z rodziny berlińskich przemysłowców; miał dwóch synów (Wolfgang został znanym dyrygentem). Najmłodszy członek parlamentu w 1907 roku. W czasie I wojny światowej był specjalistą w zakresie marynarki wojennej; do końca życia popierał ideę wojny na morzu, szczególnie nieograniczonego zastosowania okrętów podwodnych. Należał do narodowo-liberalnej Deutsche Volkspartei i w 1919 został jej przewodniczącym (stronnictwa wielkich przedsiębiorców, zwolenników monarchii, militaryzmu i zaborczości). Od sierpnia do listopada 1923 pełnił urząd kanclerza, objął również we własnym gabinecie tekę spraw zagranicznych, którą zachował do końca życia. W listopadzie 1923 wprowadził w Niemczech reformę walutową, kończąc tym samym okres hiperinflacji.
W 1925 podpisał Pakt Reński gwarantujący granicę niemiecko-francuską, niemiecko-belgijską i po niemieckiej stronie granicy nadreńską strefę zdemilitaryzowaną. Jego konsekwencją była likwidacja w latach 1926–1930 stref okupacyjnych. 24 kwietnia 1926 r. został w Berlinie podpisany układ niemiecko-radziecki powtarzający postanowienia traktatu w Rapallo. 8 listopada 1926 Niemcy stały się członkiem Ligi Narodów uzyskując także stałe miejsce w jej Radzie. Również w 1926 r. Stresemann otrzymał Pokojową Nagrodę Nobla, wspólnie z politykiem francuskim Aristide Briandem. 31 stycznia 1927 r. została zniesiona Sojusznicza Komisja Kontroli sprawująca nadzór nad zbrojeniami niemieckimi. Owocem pokojowej polityki Stresemanna w zachodniej części Europy było uzyskanie przez Niemcy pozycji równorzędnego partnera na arenie międzynarodowej i pozwoliło im odgrywać rolę stosowną do ich pozycji gospodarczej. Inną politykę prowadził wobec Polski. Jego głównym celem była likwidacja „polskiego korytarza”. Środkiem nacisku na Rzeczpospolitą stała się mniejszość niemiecka i rozpoczęta w 1925 r. wojna celna między Polską a Niemcami.
W 1928 podpisał pakt Brianda-Kellogga, którego Niemcy były jednym z państw założycielskich.

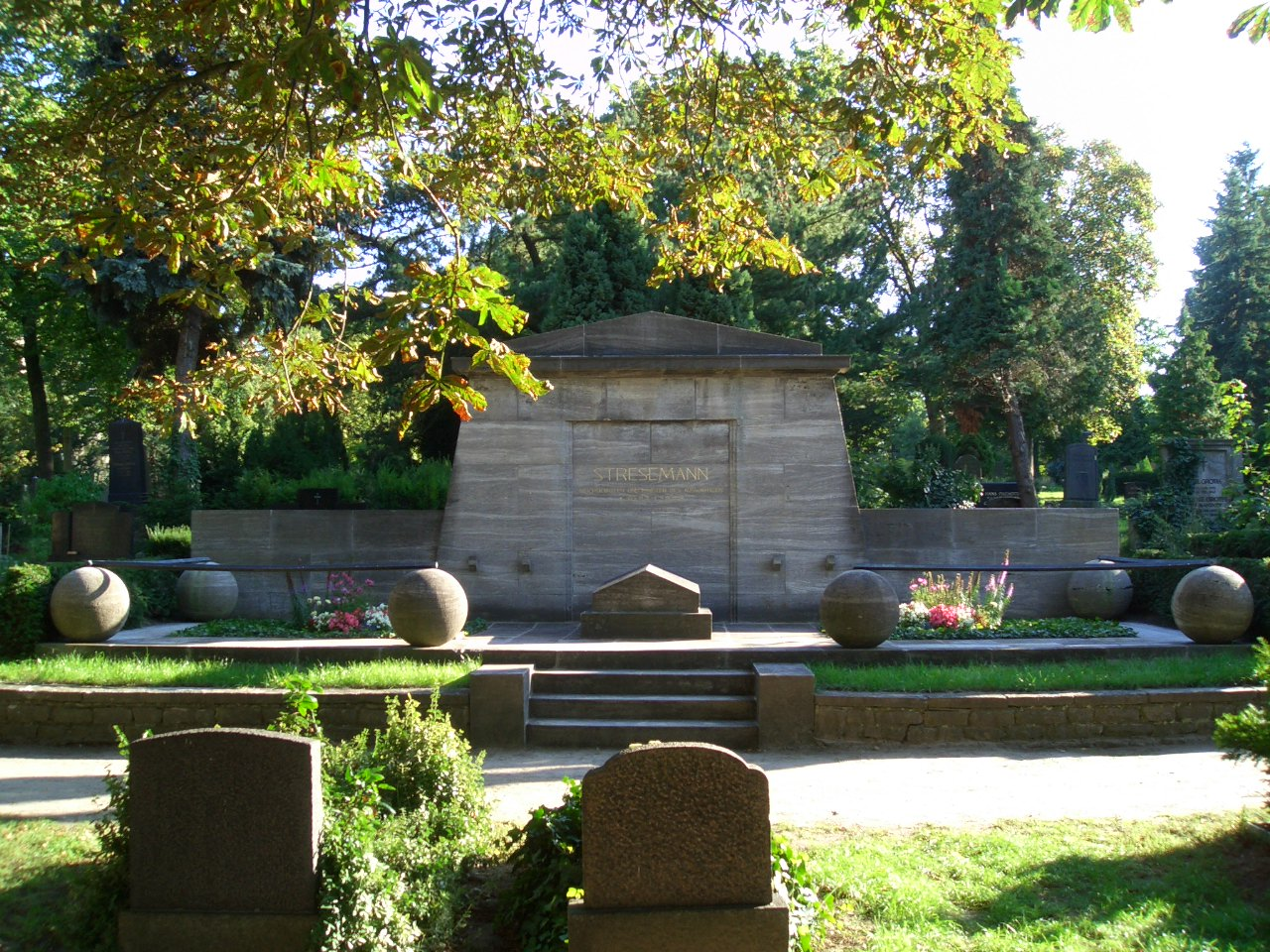
Grób na cmentarzu w Luisenstadt

Zmarł 3 października 1929 r. wg ówczesnej terminologii na udar serca lub wg późniejszych źródeł wskutek serii udarów mózgu.

## Pierwszy gabinet Gustava Stresemanna (13 sierpnia – 4 października 1923)
- Gustav Stresemann (DVP) – kanclerz Rzeszy i minister spraw zagranicznych
- Robert Schmidt (SPD) – wicekanclerz i minister odbudowy Rzeszy
- Wilhelm Sollmann (SPD) – minister spraw wewnętrznych Rzeszy
- Rudolf Hilferding (SPD) – minister finansów Rzeszy
- Hans von Raumer (DVP) – minister gospodarki Rzeszy
- Heinrich Brauns (Centrum) – minister pracy Rzeszy
- Gustav Radbruch (SPD) – minister sprawiedliwości Rzeszy
- Otto Geßler (DDP) – minister obrony (Reichsheer)
- Anton Höfle (Centrum) – minister Poczty Rzeszy
- Rudolf Oeser (DDP) – minister transportu Rzeszy
- Hans Luther – minister wyżywienia i rolnictwa Rzeszy
- Johannes Fuchs (Centrum) – minister terenów okupowanych Rzeszy

## Drugi gabinet Gustava Stresemanna (6 października – 23 listopada 1923)
- Gustav Stresemann (DVP) – kanclerz Rzeszy i minister spraw zagranicznych
- Wilhelm Sollmann (SPD) – minister spraw wewnętrznych Rzeszy
- Hans Luther – minister finansów Rzeszy
- Joseph Koeth – minister gospodarki Rzeszy
- Heinrich Brauns (Centrum) – minister zatrudnienia Rzeszy
- Gustav Radbruch (SPD) – minister sprawiedliwości Rzeszy
- Otto Geßler (DDP) – minister obrony (Reichheer)
- Anton Höfle (Centrum) – Minister Poczty Rzeszy
- Rudolf Oeser (DDP) – minister transportu Rzeszy
- Gerhard von Kanitz – minister wyżywienia i rolnictwa Rzeszy
- Robert Schmidt (SPD) – minister odbudowy Rzeszy
- Johannes Fuchs (Centrum) – minister terenów okupowanych Rzeszy

3 listopada 1923 ustąpili ministrowie socjaldemokratyczni (SPD): Sollmann, Radbruch i Schmidt. Następcą Sollmanna jako ministra spraw wewnętrznych został Karl Jarres (DVP). Pozostałe teki były nieobsadzone do upadku rządu.